# Mỹ Tho (phường)
Mỹ Tho là một phường và là nơi đặt trung tâm hành chính của tỉnh Đồng Tháp, Việt Nam.

## Địa lý
Phường Mỹ Tho có vị trí địa lý:
- Phía đông giáp phường Mỹ Phong.
- Phía tây giáp phường Thới Sơn.
- Phía nam giáp tỉnh Vĩnh Long, ranh giới là sông Mỹ Tho.
- Phía bắc giáp phường Trung An.

Phường Mỹ Tho có diện tích 6,39 km², dân số năm 2025 là 66.766 người, mật độ dân số đạt 10.448 người/km².

## Lịch sử
Sau năm 1975, Phường 1 thuộc thành phố Mỹ Tho.
Tính đến ngày 31 tháng 12 năm 2022, Phường 1 có diện tích 0,78 km² và quy mô dân số là 10.544 người, có 6 khu phố: 1, 2, 3, 4, 5, 6. Phường 7 có diện tích 0,4 km² và quy mô dân số là 10.553 người, có 7 khu phố: 1, 2, 3, 4, 5, 6, 7.
Ngày 28 tháng 9 năm 2024, Ủy ban Thường vụ Quốc hội ban hành Nghị quyết số 1202/NQ-UBTVQH15 về việc sắp xếp đơn vị hành chính cấp xã của tỉnh Tiền Giang giai đoạn 2023 – 2025 (nghị quyết có hiệu lực từ ngày 1 tháng 11 năm 2024). Theo đó, sáp nhập toàn bộ 0,4 km² diện tích tự nhiên và quy mô dân số là 10.553 người của Phường 7 vào Phường 1.
Phường 1 có 1,18 km² diện tích tự nhiên và quy mô dân số là 21.097 người.
Ngày 31 tháng 10 năm 2024, HĐND tỉnh Tiền Giang ban hành Nghị quyết số 25/NQ-HĐND về việc:
- Đổi tên khu phố 1 thành khu phố 8.
- Đổi tên khu phố 2 thành khu phố 9.
- Đổi tên khu phố 3 thành khu phố 10.
- Đổi tên khu phố 4 thành khu phố 11.
- Đổi tên khu phố 5 thành khu phố 12.
- Đổi tên khu phố 6 thành khu phố 13.

Phường 7 có 7 khu phố: 7, 8, 9, 10, 11, 12, 13.
Ngày 16 tháng 6 năm 2025, Ủy ban Thường vụ Quốc hội ban hành Nghị quyết số 1663/NQ-UBTVQH15 về việc sắp xếp các đơn vị hành chính cấp xã của tỉnh Đồng Tháp năm 2025 (nghị quyết có hiệu lực từ ngày 1 tháng 7 năm 2025). Theo đó, hợp nhất các phường: Phường 1, Phường 2 và phường Tân Long được sáp nhập để tạo thành phường Mỹ Tho.
Sau khi sáp nhập, phường Mỹ Tho có 6,39 km² diện tích tự nhiên và dân số 66.766 người.

## Xã hội
Giáo dục
- Trường THPT Nguyễn Đình Chiểu
- Trung tâm giáo dục thường xuyên tỉnh Tiền Giang
- Trường Trung cấp Phật học
- Trường THCS Lê Ngọc Hân
- Trường THCS Xuân Diệu
- Trường Tiểu học Thủ Khoa Huân
- Trường Tiểu học Nguyễn Trãi.

Y tế
- Bệnh viện Đa khoa tỉnh Tiền Giang
- Bệnh viện Y học Cổ truyền Tiền Giang
- Bệnh viện Trung tâm thành phố Mỹ Tho
- Trung tâm Y tế Thành phố Mỹ Tho
- Bệnh viện Phụ sản tỉnh Tiền Giang
- Bệnh viện Mắt tỉnh Tiền Giang
- Bệnh viện Y học Cổ truyền tỉnh Tiền Giang
- Trung tâm Da liễu tỉnh Tiền Giang
- Trung tâm Pháp y tỉnh Tiền Giang
- Bệnh viên Đa khoa Anh Đức.

Chợ, trung tâm thương mại
- Chợ Mỹ Tho
- Chợ cá sông Bảo Định
- Chợ Hàng Bông
- Chợ trái cây sông Bảo Định
- Trung tâm thương mại thành phố Mỹ Tho
- Vincom Plaza
- Central Plaza.

## Văn hóa
- Tượng đài Thủ Khoa Huân
- Tượng đài Trần Hưng Đạo
- Bảo tàng Tiền Giang
- Rạp hát Thầy Năm Tú
- Quảng Triệu Hội Quán (Chùa Ông Mỹ Tho)
- Nhà thờ chánh tòa Mỹ Tho
- Tổng Giám mục Giáo phận Mỹ Tho
- Dòng Nữ tu Thánh Phaolo Mỹ Tho
- Nhà thờ Tin Lành Mỹ Tho
- Chùa Phật Ân
- Chùa Hưng Điều
- Công viên Lạc Hồng
- Công viên Hùng Vương
- Công viên bờ kè sông Bảo Định
- Công viên bờ kè Chùa Ông
- Hồ bơi trường THPT Nguyễn Đình Chiểu
- Bến tàu du lịch Mỹ Tho
- Chợ ăn đêm Mỹ Tho
- Rạp chiếu phim Định Tường.

## Hình ảnh

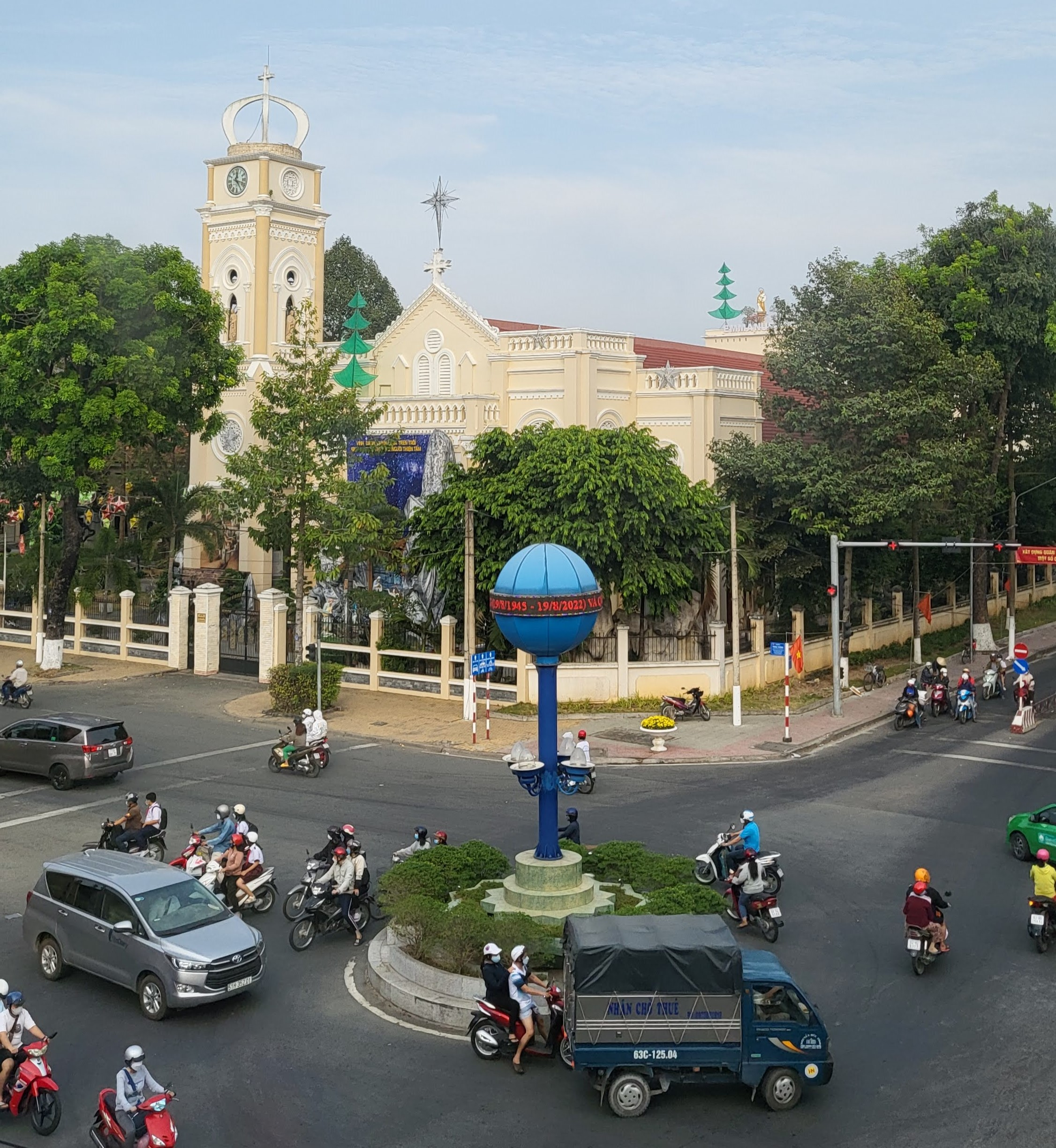
Nhà thờ Chánh tòa Mỹ Tho
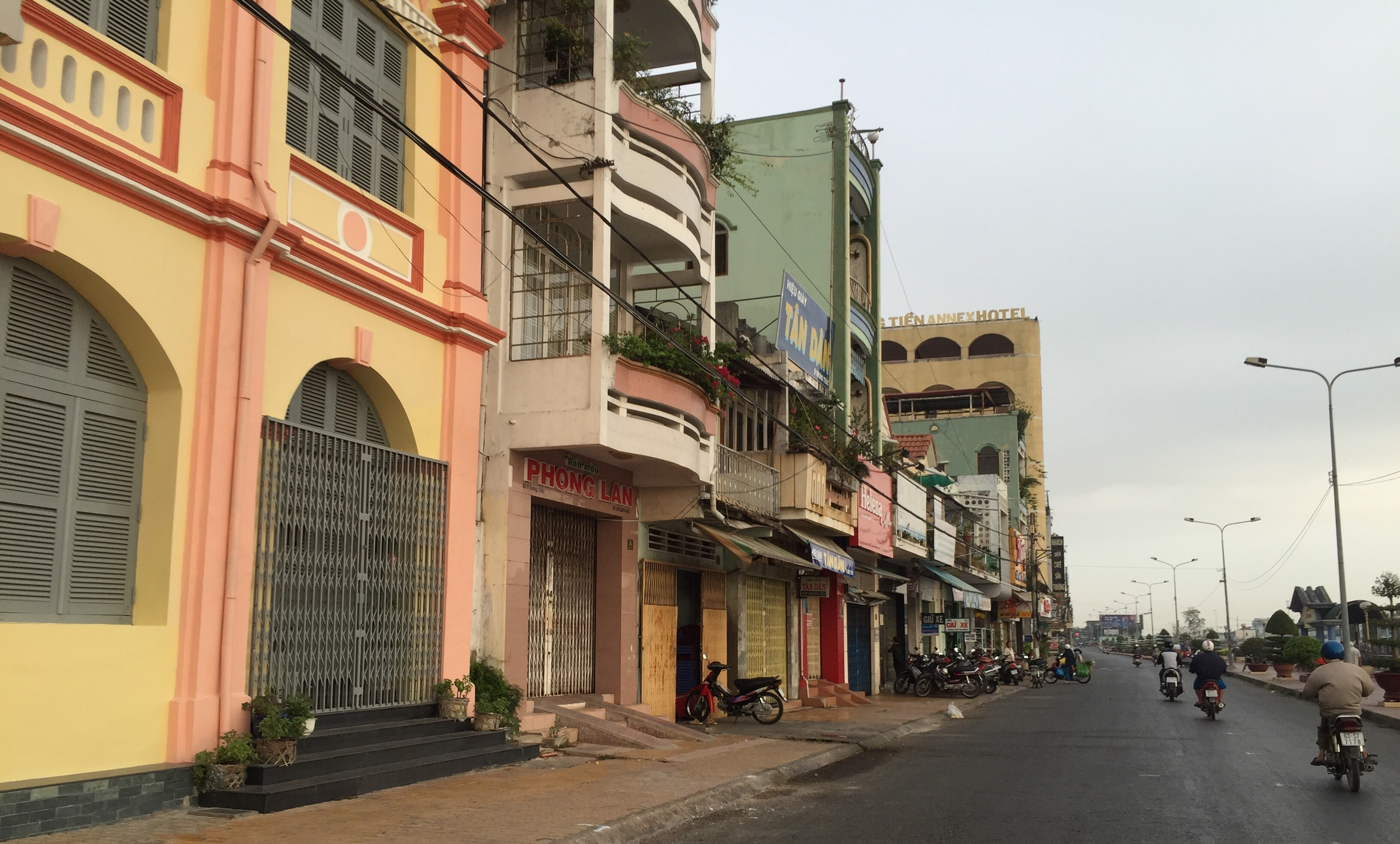
Đường Trưng Trắc
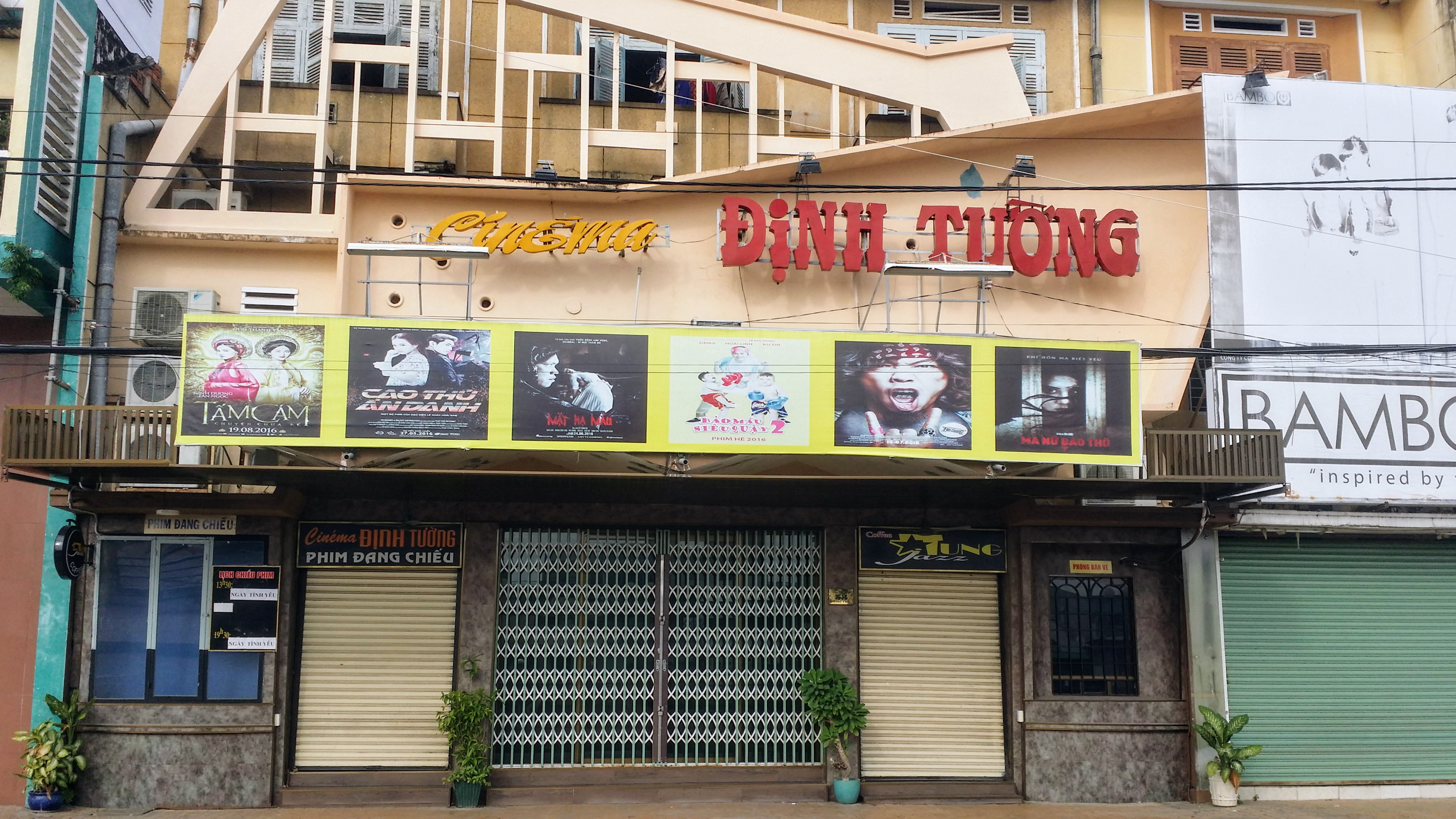
Rạp phim Định Tường
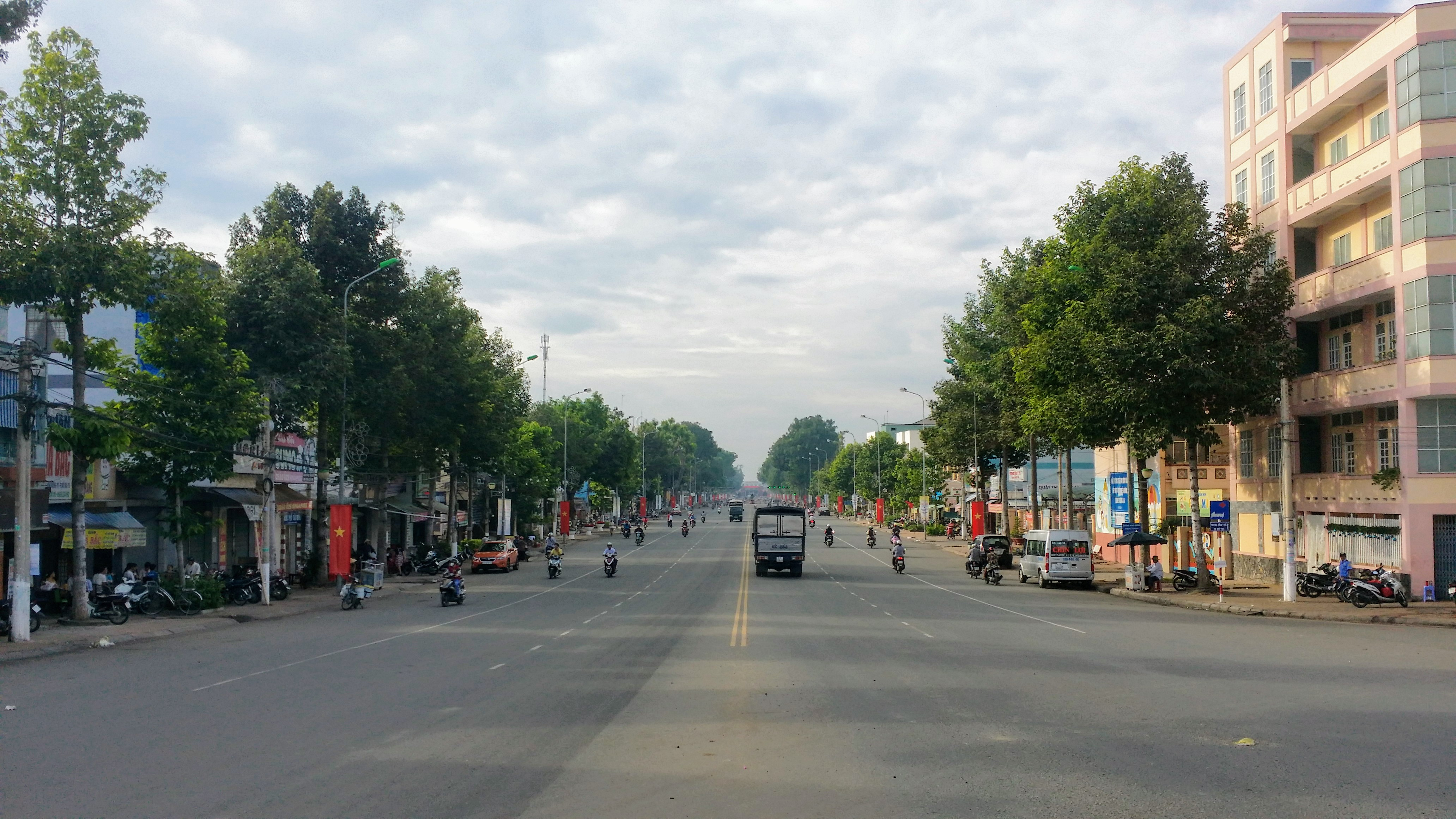
Đại lộ Hùng Vương
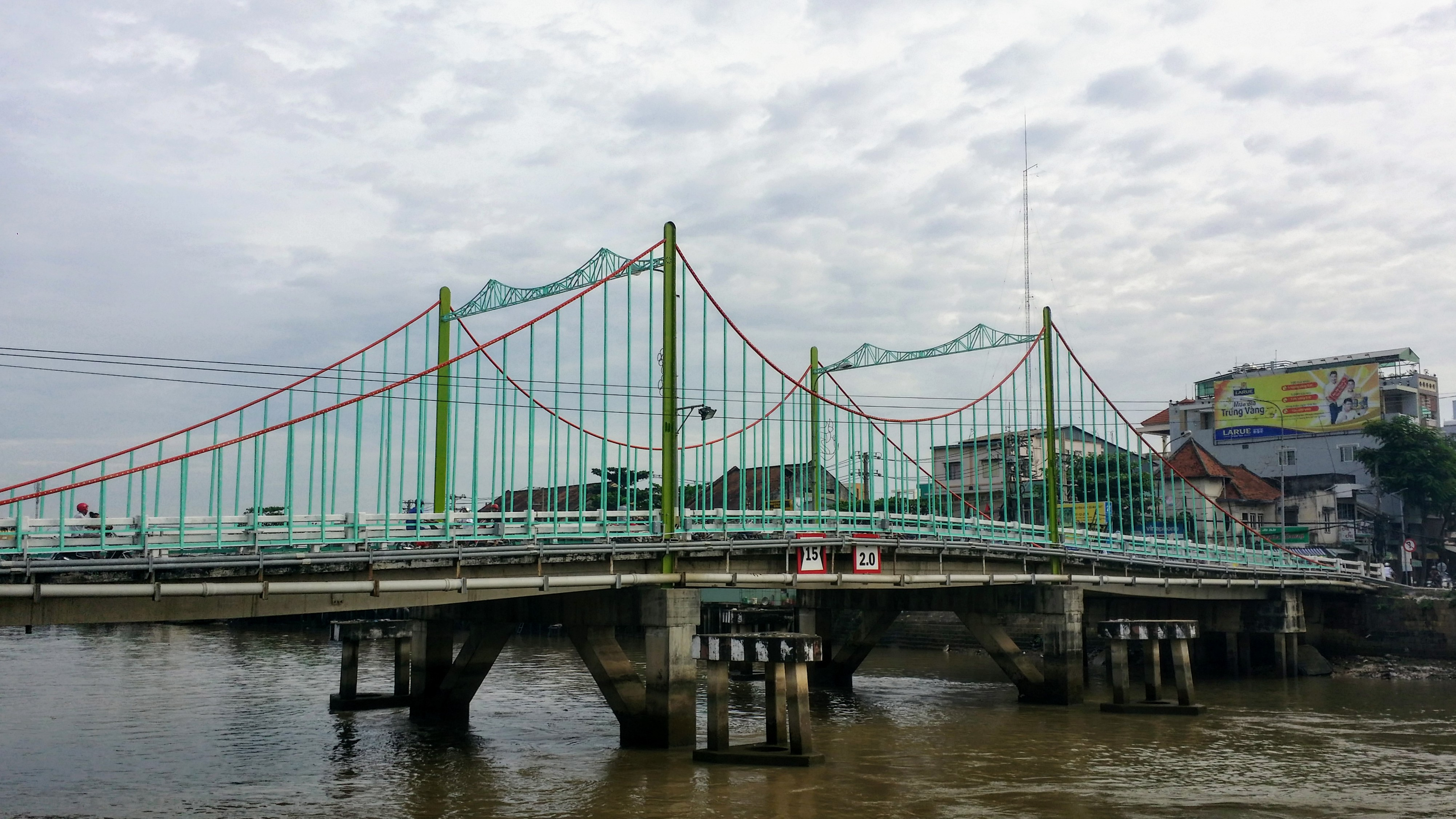
Cầu Quay
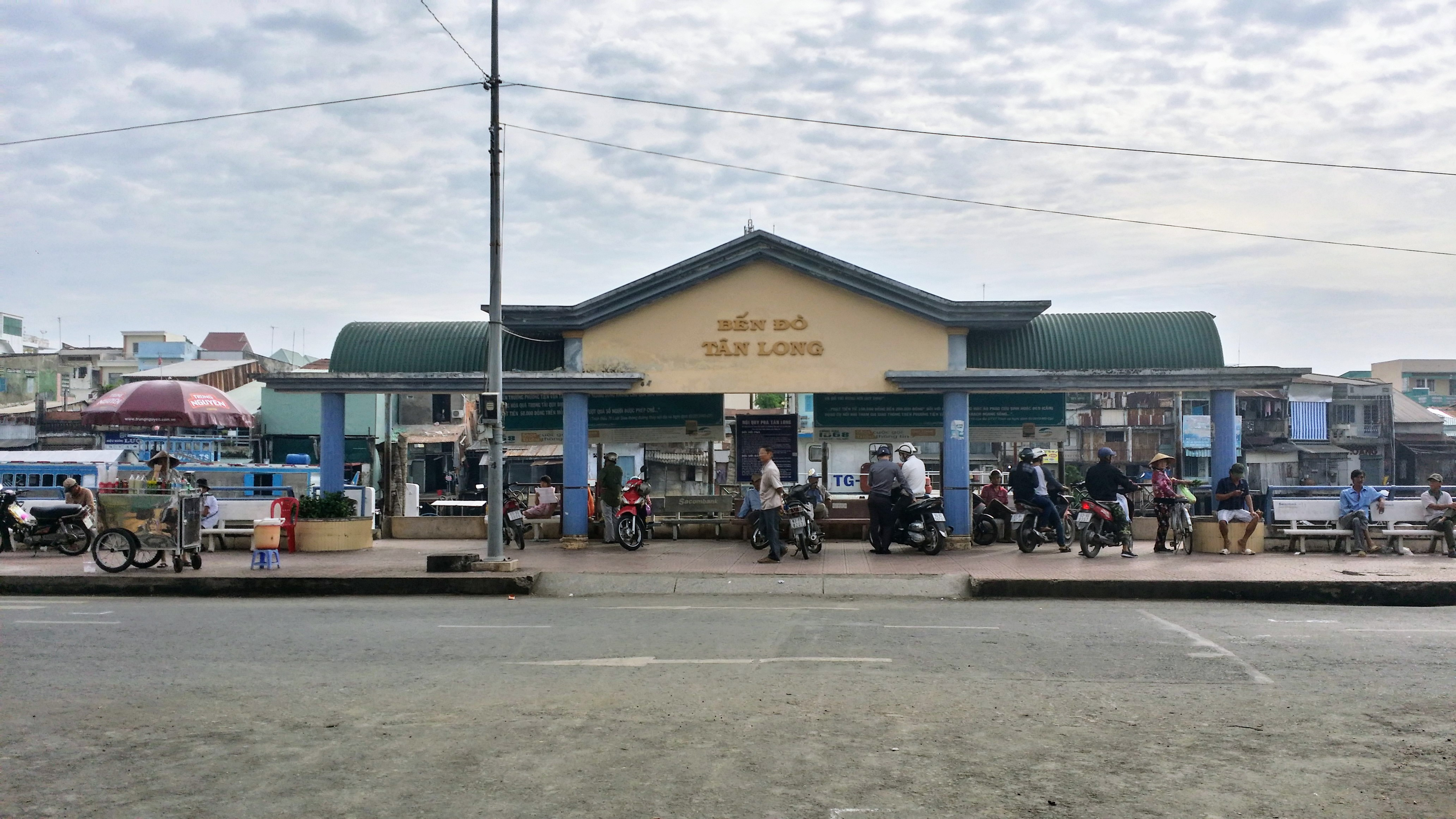
Bến đò Tân Long
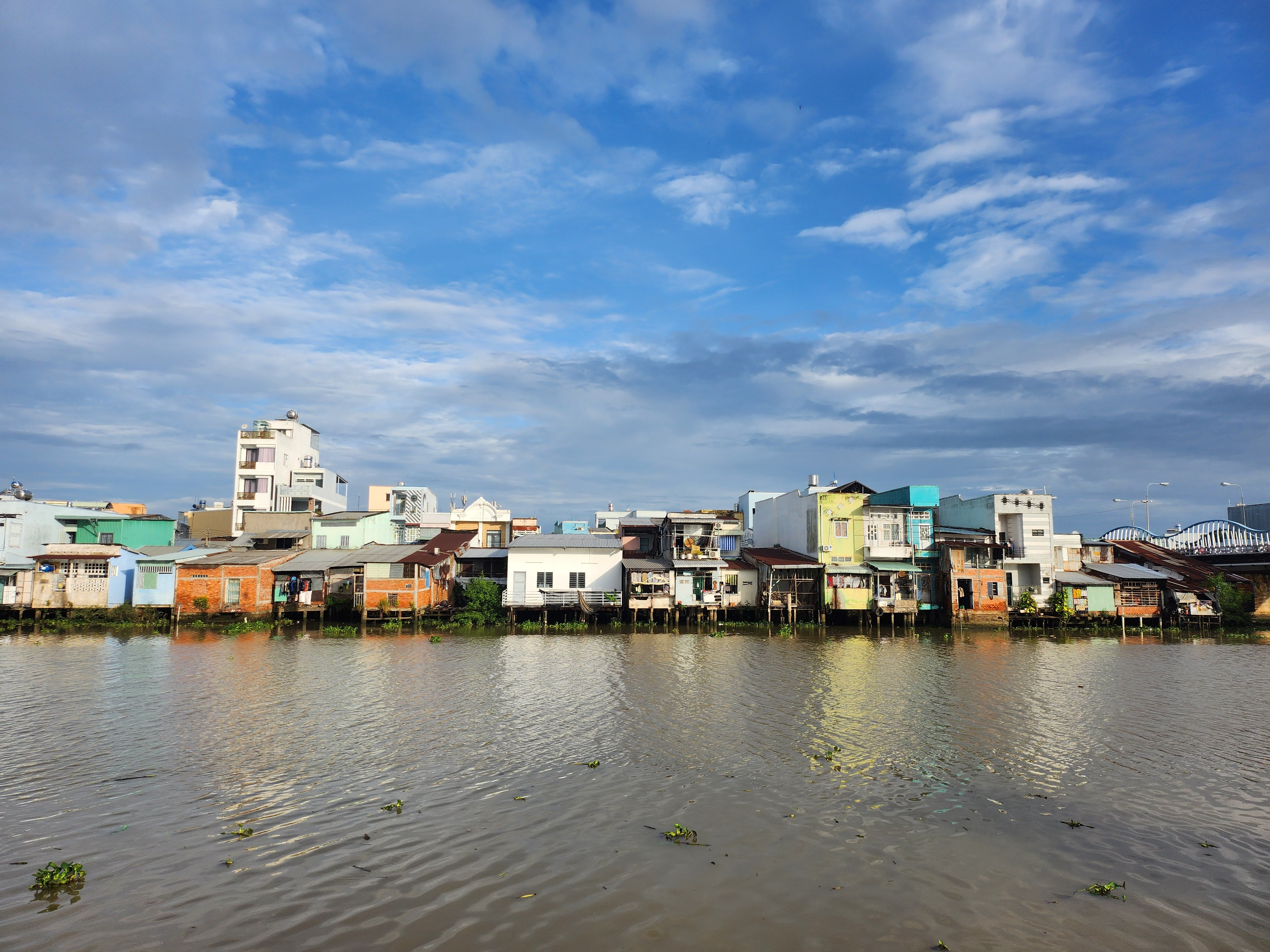
Dãy nhà ven sông Bảo Định
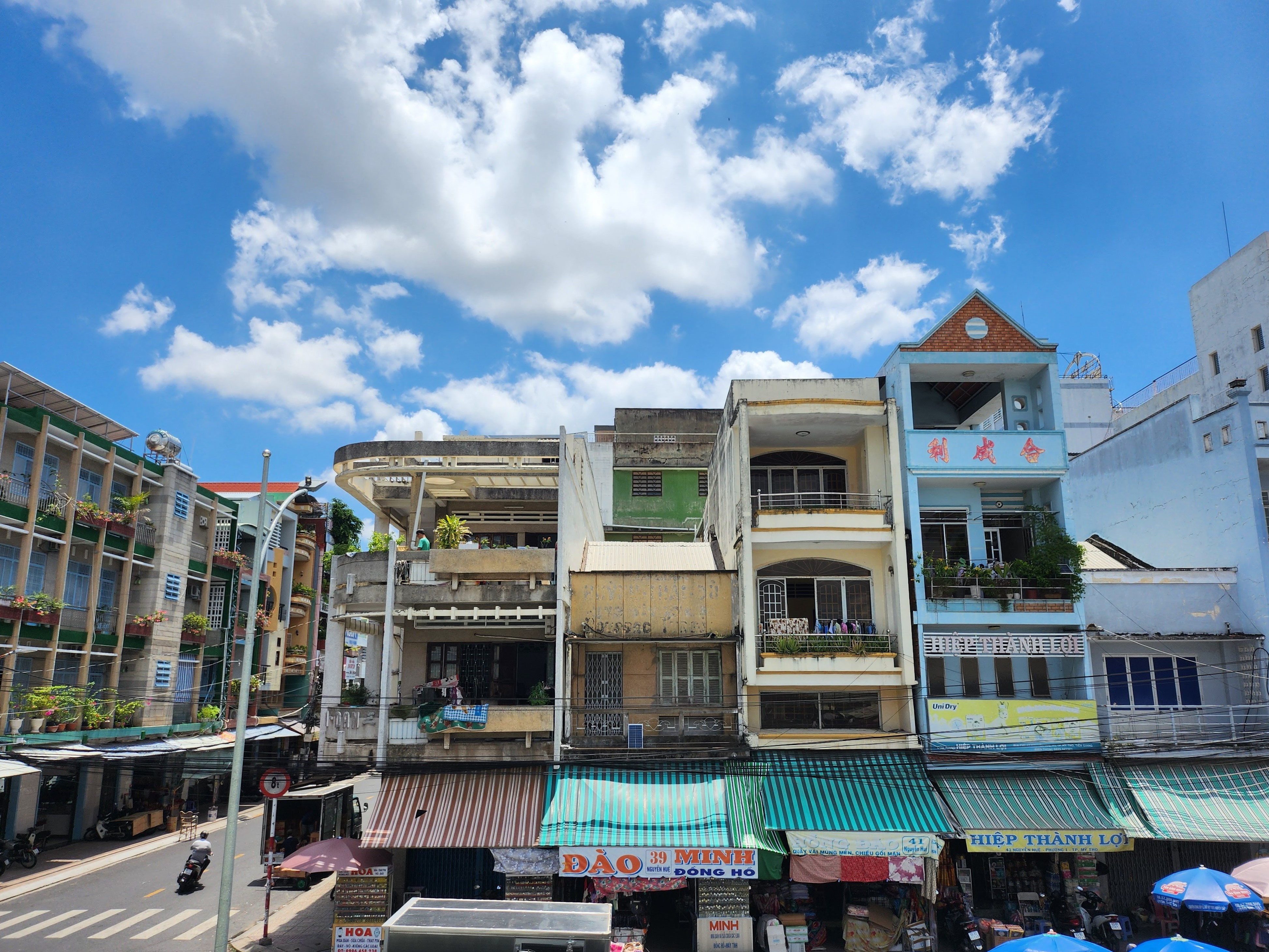
Nhà mặt tiền ở trung tâm phường Mỹ Tho hướng nhìn từ Chợ Mỹ Tho
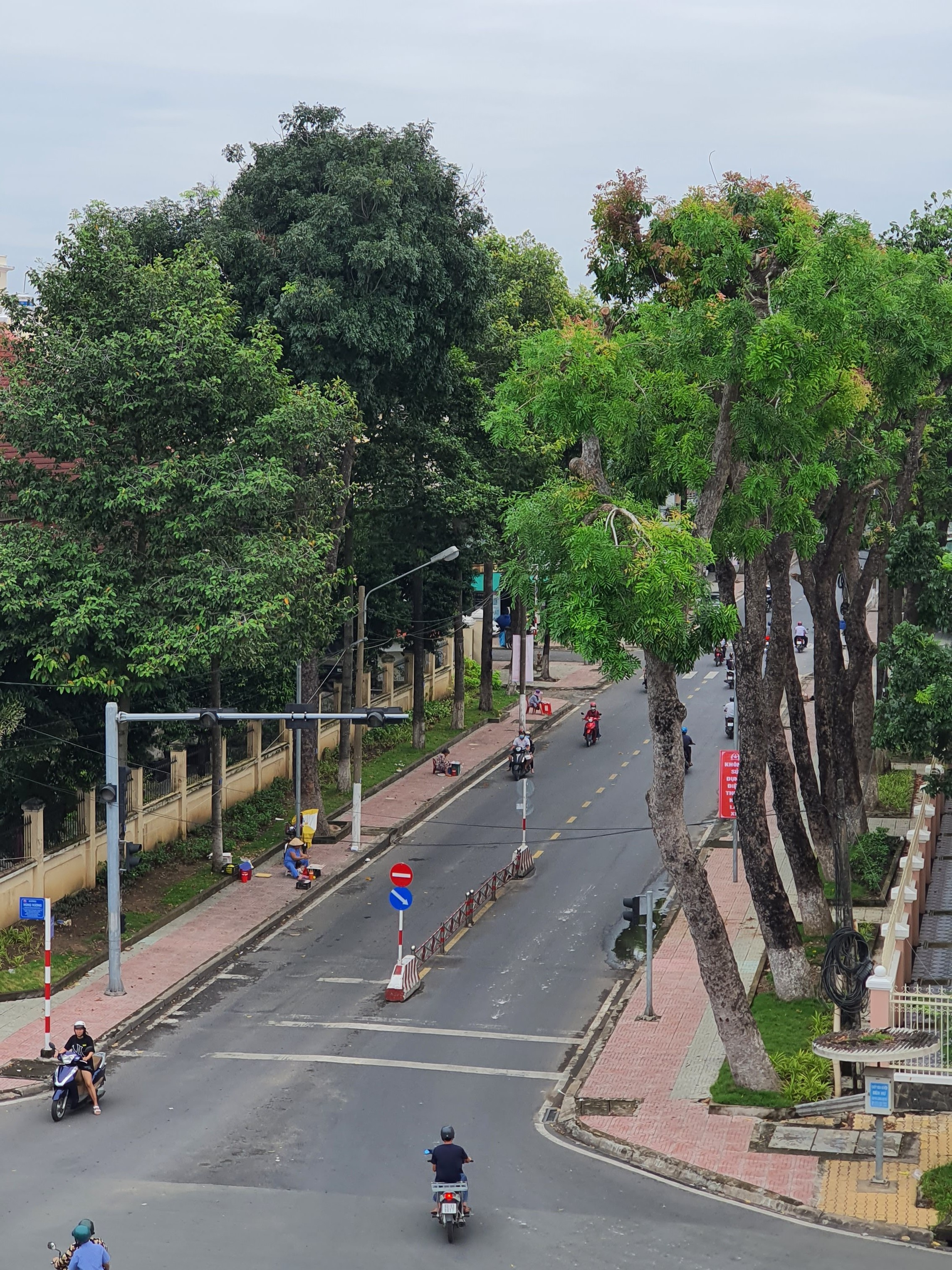
Đường Nguyễn Trãi với hàng cổ thụ xanh mát
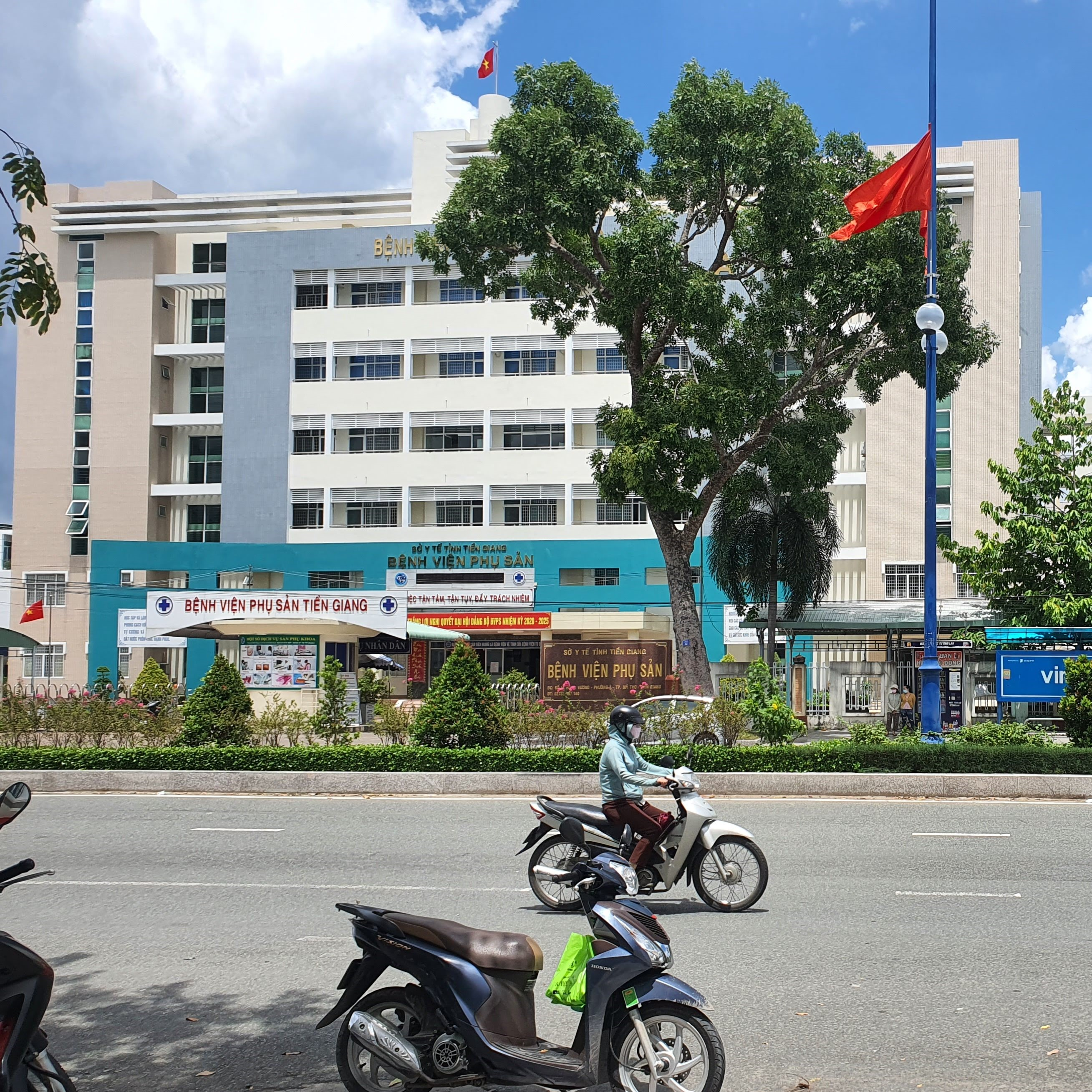
Bệnh viện Phụ sản Tiền Giang
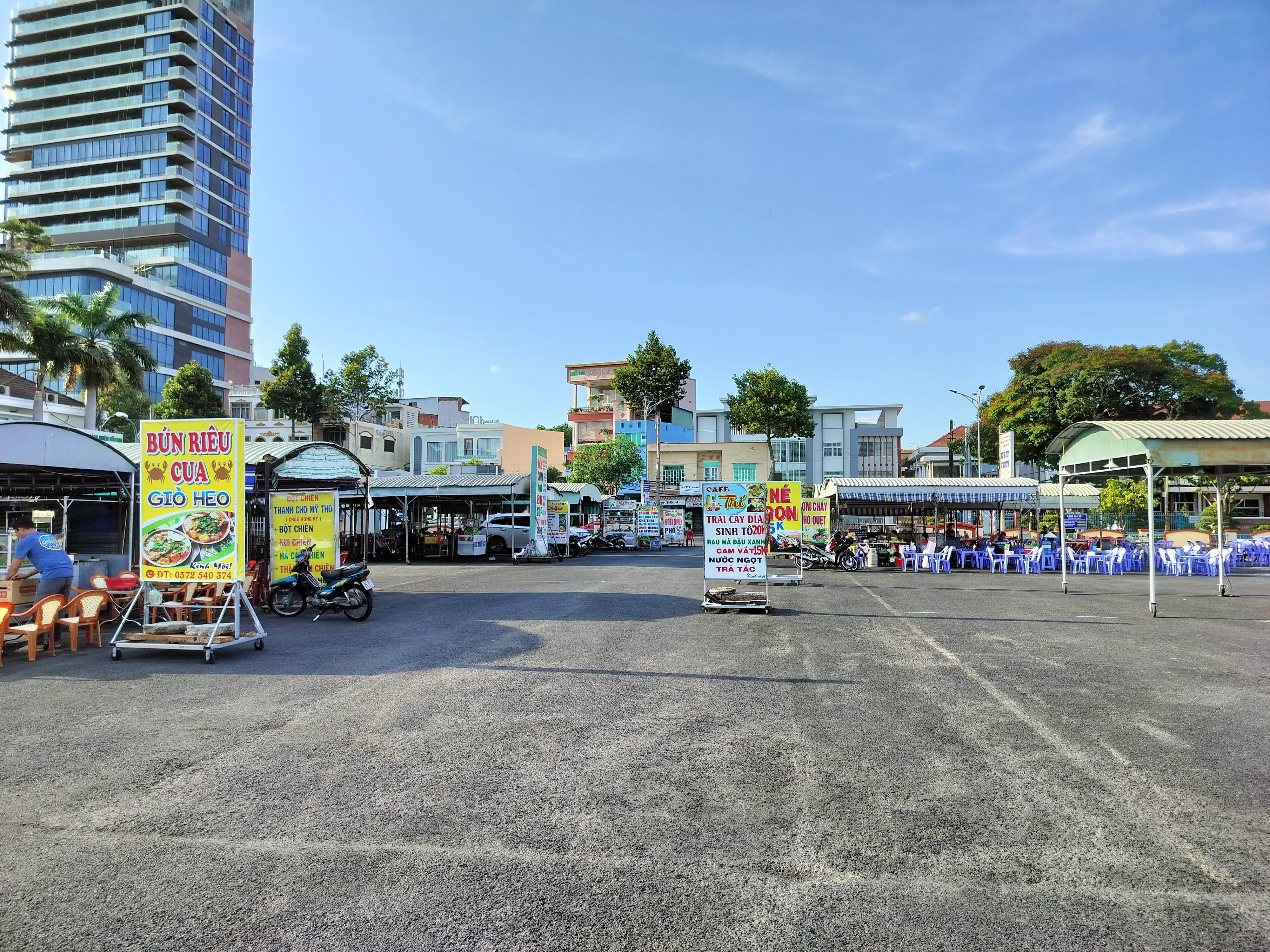
Chợ đêm ăn uống ở Đường 30/4 và ven sông Mỹ Tho